# Гальнойкирхен
Гальнойкирхен (нем. Gallneukirchen) — город в Австрии, в федеральной земле Верхняя Австрия.
Входит в состав округа Урфар. Расположен на реке Гроссе-Гузен примерно в 11 км к северо-востоку от центра города Линц. Население составляет 6181 человек (на 1 января 2012 года). Занимает площадь 5,19 км². Официальный код — 41 607.

## Политическая ситуация
По результатам выборов 2003 года бургомистром коммуны стал Вальтер Бёк (АНП).
Совет представителей коммуны (нем. Gemeinderat) состоит из 31 места.
- АНП занимает 12 мест.
- СДПА занимает 12 мест.
- Зелёные занимают 6 мест.
- АПС занимает 1 место.

По результатам выборов 2009 года бургомистром коммуны стала Гизела Габауер (АНП).